# ホーキンズ島
ホーキンズ島（ホーキンズとう、英: Hawkins Island）はアラスカ州の島。アラスカ湾北部、コードバの西に浮かぶ。ホーキンズ島のさらに西にはヒンチンブルック島がある。北側にはプリンス・ウィリアム湾、南側にはオルカ・インレットとアラスカ湾が広がる。面積は176.388 km²で、2000年の調査では人口4人と報告されている。